# Retspolitik
Retspolitik betegner det politiske sagsområde, der omhandler retssystemet i bred forstand, herunder bl.a. straffelovgivning og institutioner som domstole og politiet.
Retspolitikken kan opfattes som et middel til at ændre retstilstanden, f.eks. ved at hæve strafferammen for bestemte typer af kriminalitet, som man opfatter som særligt uønsket. Man skelner ofte mellem en stram og en slap retspolitik, hvilket refererer til i hvor høj grad man er tilhænger af højere straffe.
Folketingets Retsudvalg beskæftiger sig med Danmarks retspolitik. 